# Saki Ogawa
Saki Ogawa (小川 紗季?, Ogawa Saki; Saitama, 18 novembre 1996) è una cantante giapponese.

## Biografia

### 2004-2007
Come altre ragazze delle S/mileage, Saki partecipa alle audizioni dell'Hello! Project, per entrarne a far parte insieme ad altre 32. Negli anni successivi, prende lezioni di canto e ballo a livello professionale, partecipando a diversi musical, esattamente come le sue compagne, ma non riesce ad entrare nella Unit delle Shugo Chara Egg.

### 2009-2011: il ritiro
Entra nelle S/mileage nel 2009, ma solo per un anno: partecipa a tutti i singoli fino a Uchouten Love, prima di ritirarsi nel settembre del 2011. Desiderava da tempo tornare ad una vita normale e continuare a studiare. Prese così la decisione di lasciare il gruppo, dopo 7 anni di Hello!Project.